# 若井研治
若井 研治（わかい けんじ、1974年9月22日 - ）は、広島県福山市出身の元サッカー選手(FW)、サッカー指導者。福山平成大学福祉健康学部健康スポーツ科学科講師、サッカー部監督。

## 来歴
府中高校サッカー部に所属し、丹下大が同級に当たる。高校卒業後、筑波大学へ進学。興津大三、佐藤一樹らが同級生。天皇杯にも出場した。
1997年にサンフレッチェ広島に入団。同期入団は川島眞也、安武亨、荒木亮次など。リーグ戦・カップ戦合わせて3試合出場。1年で広島を退団。1998年5月に府中高校サッカー部コーチに就任。1999年4月より広島県立戸手高等学校に転じた。また、同時期に中国サッカーリーグ・NKK福山サッカー部でプレーした。2004年に戸手高校を退職。
2004年4月に福山平成大学福祉健康学部健康スポーツ科学科の助手となると共に、同大学サッカー部監督に就任。2009年より福山平成大学の講師となった。

## 所属クラブ
- 広島県立府中高等学校
- 筑波大学
- 1997年 : サンフレッチェ広島
- 199x年 - 2003年 : NKK福山/JFEスチール西日本

## 個人成績
| 国内大会個人成績 | 国内大会個人成績 | 国内大会個人成績 | 国内大会個人成績 | 国内大会個人成績             | 国内大会個人成績 | 国内大会個人成績 | 国内大会個人成績 | 国内大会個人成績 | 国内大会個人成績 | 国内大会個人成績 | 国内大会個人成績 |
| 年度             | クラブ           | 背番号           | リーグ           | リーグ戦                     | リーグ戦         | リーグ杯         | リーグ杯         | オープン杯       | オープン杯       | 期間通算         | 期間通算         |
| 年度             | クラブ           | 背番号           | リーグ           | 出場                         | 得点             | 出場             | 得点             | 出場             | 得点             | 出場             | 得点             |
| 日本             | 日本             | 日本             | 日本             | リーグ戦                     | リーグ戦         | リーグ杯         | リーグ杯         | 天皇杯           | 天皇杯           | 期間通算         | 期間通算         |
| ---------------- | ---------------- | ---------------- | ---------------- | ---------------------------- | ---------------- | ---------------- | ---------------- | ---------------- | ---------------- | ---------------- | ---------------- |
| 1995             | 筑波大           |                  | -                | -                            | -                | -                | -                | 2                | 1                | 2                | 1                |
| 1996             | 筑波大           | 9                | -                | -                            | -                | -                | -                | 2                | 1                | 2                | 1                |
| 1997             | 広島             | 20               | J                | 1                            | 0                | 2                | 0                | 0                | 0                | 3                | 0                |
| 2003             | JFE西日本        |                  | 中国             |                              |                  | -                | -                |                  |                  |                  |                  |
| 通算             | 日本             | 日本             | J                | 1                            | 0                | 2                | 0                | 0                | 0                | 3                | 0                |
| 通算             | 日本             | 日本             | 中国             | \|\|\|\|\|\|\|\|\|\|\|\|\|\| |                  |                  |                  |                  |                  |                  |                  |
| 通算             | 日本             | 日本             | 他               | -                            | -                | -                | -                | 4                | 2                | 4                | 2                |
| 総通算           | 総通算           | 総通算           | 総通算           | \|\|\|\|\|\|\|\|\|\|\|\|\|\| |                  |                  |                  |                  |                  |                  |                  |

## 指導歴
- 2004年4月 - 現在 : 福山平成大学 監督
- 2023年9月 : U-20全日本大学選抜　監督
- 2022年6月 -  : 広島県サッカー協会特任理事
- 2022年3月 -  : 中国大学選抜スタッフ
- 2020年4月 -  : 中国大学サッカー連盟技術委員長
- 2020年5月 -  : 福山サッカー協会 理事長